# Lipomera (Paralipomera) knorrae
Lipomera (Paralipomera) knorrae là một loài chân đều trong họ Munnopsidae. Loài này được Wilson miêu tả khoa học năm 1989.